# Tlalnepantla
Tlalnepantla ist eine Großstadt im Südosten des mexikanischen Bundesstaates México. Sie liegt auf 2250 m Höhe, unmittelbar an der nördlichen Grenze des Bundesdistriktes der Hauptstadt Mexiko-Stadt in der Zona Metropolitana del Valle de México.
Das Municipio Tlalnepantla de Baz, dessen Hauptort Tlalnepantla ist, umfasst neben der Stadt noch den Ort Tepeolulco Puerto Escondido mit 10.717 Einwohnern und zahlreiche weitere kleinere Siedlungen.
Tlalnepantla ist Sitz des römisch-katholischen Erzbistums Tlalnepantla.

## Geschichte
Tlalnepantla (Nahuatl „inmitten des Landes“, aus tlalli, „Land“, und nepantla, „inmitten“) entstand nach der spanischen Eroberung durch den Zusammenschluss der Chichimeken-Stämme und der Otomí-Stämme. Das Stadtrecht erhielt Tlalnepantla 1848. Immer wieder erhielt der Stadtname Zusätze: 1861 wurde der Zusatz de Galeana angehängt, zu Ehren des Widerstandskämpfers Hermenegildo Galeana, 1874 de Comonfort als Erinnerung an den General Ignacio Comonfort und 1978 das Municipio schließlich de Baz als Erinnerung an den Politiker Gustavo Baz Prada. Der moderne, offizielle Name der Stadt lautet schlicht Tlalnepantla.

## Sehenswürdigkeiten
- Kathedrale Corpus Christi, erbaut 1554–1578
- Pyramide von Tenayuca, erbaut 1064–1116
- Pyramide von Santa Cecilia Acatitlán, aztekisch
- „Gärten der Erinnerung“ (Friedhof) mit der 33 m hohen Christusstatue Cristo Rescucitado

## Söhne und Töchter der Stadt
- Gustavo Baz Prada (1894–1987), Chirurg und Geburtshelfer, zweimal Gouverneur des Bundesstaates México
- Benito Archundia (* 1966), Fußballschiedsrichter
- Eder Sánchez (* 1986), Leichtathlet
- Pablo Barrera (* 1987), Fußballspieler
- Edson Álvarez (* 1997), Fußballspieler
- Braulio Caballero Figueroa (* 1998), Musiker

## Städtepartnerschaften
Tlalnepantla unterhält Partnerschaften mit fünf Städten:
| Stadt           | Land                | seit |
| --------------- | ------------------- | ---- |
| Diez de Octubre | Kuba                | 1996 |
| La Serena       | Chile               | 2002 |
| Ma’anshan       | Volksrepublik China | 2008 |
| Ourense         | Spanien             | 2002 |
| Wichita         | Vereinigte Staaten  | 1973 |